# Эбермин
Эбермин (торговое наименование; англ. Hebermin) — лекарственное средство — комбинированный дерматотропный препарат с сульфодиазином серебра в качестве действующего средства, обладающий  ранозаживляющим и противомикробным действием. Стимулятор регенерации для местной терапии ожоговых, раневых и язвенных повреждений кожи. Ускоряет эпителизацию раневой поверхности, способствует нормальному рубцеванию и восстановлению эластичности тканей. Обладает широким спектром местного противомикробного действия. Обладает косметическим эффектом, предупреждает патологическое рубцевание и келоидообразование. Применяется для заживления и регенерации кожи при ожогах, трофических язвах, пролежнях, ранах, отморожениях, лучевом дерматите.
В настоящее время не относится к числу широко распространенных препаратов в антимикробной терапии .  

## Состав
100 г мази содержат:
- Активные вещества:

Эпидермальный фактор роста человеческий рекомбинантный 0,001 г и сульфадиазин серебра 1,0 г
- Вспомогательные вещества (гидрофильный наполнитель):

Кислота стеариновая 18,00 г, калия карбонат 0,50 г, метилпарагидроксибензоат 0,18 г, пропилпарагидроксибензоат 0,02 г, глицерол 5,00 г и вода очищенная ск. треб.

## Фармакологические (иммунобиологические) действия
Эпидермальный фактор роста человеческий рекомбинантный (рчЭФР) представляет собой высокоочищенный пептид. Он продуцируется штаммом дрожжей Saccharomyces Cerevisiae, в геном которого методами генной инженерии введен ген Эпидермального фактора роста человека. рчЭФР, полученный на основе технологии рекомбинантной ДНК, по механизму действия идентичен эндогенному эпидермальному фактору роста, вырабатываемому в организме человека.
Эбермин, содержащий в качестве активных веществ рчЭФР и Сульфадиазин серебра, оказывает комплексное ранозаживляющее и бактерицидное действие.
рчЭФР стимулирует миграцию и пролиферацию фибробластов, кератиноцитов, эндотелиальных и других клеток, активно участвующих в ранозаживлении, способствуя эпителизации, рубцеванию и восстановлению эластичности тканей.
Сульфадиазин серебра, обладает широким спектром противомикробного действия; он активен в отношении грамположительных и грамотрицательных бактерий, грибов рода Candida и дерматофитов.
Гидрофильная основа мази обеспечивает умеренный дегидратирующий эффект, уменьшает болевые ощущения, создает и поддерживает необходимые терапевтические концентрации действующих веществ в очаге поражения. Эбермин обладает косметическим эффектом, обеспечивает эстетику рубца за счет нормализации ориентации и вызревания коллагеновых волокон, предупреждая патологическое рубцевание.

## Фармакокинетика
При нанесении препарата на неповрежденную кожу и ожоговую раневую поверхность резорбции рчЭФР с места нанесения в системный кровоток не наблюдается.

## Показания к применению
Препарат применяется у взрослых и детей старше 1 года для лечения поверхностных и глубоких ожогов кожи различной степени; трофических язв (в том числе при хронической венозной недостаточности, облитерирующем эндартериите, сахарном диабете, рожистом воспалении); пролежней; длительно незаживающих ран (включая раны культи, раны при проведении аутодермопластики на участках лизиса и между прижившими аутолоскутами кожи, а также остаточные раны на донорских участках); нарушений целостности кожи при травмах, хирургических и косметологических вмешательствах; обморожений; язв, развивающихся при введении цитостатиков; лечения и профилактики лучевого (радиационного) дерматита (в том числе при проведении поверхностной радиотерапии).

## Способ применения и дозы
Эбермин может применяться на всех стадиях раневого процесса.
Предварительно проводится стандартная хирургическая обработка раны с использованием в случае её инфицирования растворов антисептиков. После высушивания на раневую поверхность наносится слой мази около 1-2 мм. При закрытом методе лечения сверху помещают стерильные марлевые салфетки или окклюзирующие пленочные покрытия (заживление во влажной среде). В ряде случаев, например, при поверхностных неглубоких (I—II степень) и частично глубоких (III степень) ожогах, возможно применение мази с атравматичными сетчатыми раневыми покрытиями.
При влажном способе заживления, а также выраженной экссудации рекомендуется проводить нанесение мази 1 раз в день. При умеренной или скудной экссудации нанесение мази можно выполнять 1 раз в 2 дня. В случае прилипания повязки к ране и для предупреждения нежелательного подсушивания раневой поверхности рекомендуется увлажнение салфетки, наложенной поверх мази, стерильным 0,9 % раствором натрия хлорида или растворами антисептиков. При открытом (бесповязочном) методе лечения мазь наносят 1-3 раза в сутки.
Туалет раны перед повторными аппликациями мази проводят с использованием стерильного 0,9 % раствора натрия хлорида или растворов антисептиков. Процедуру выполняют аккуратно, избегая травмирования образующейся грануляционной ткани и растущего эпителия при удалении остатков мази.
Лечение продолжают до эпителизации раны или её готовности к пластическому закрытию кожным лоскутом.
Для профилактики радиационного дерматита мазь слоем 1 мм наносят на облученный участок кожи, не удаляя с места аппликации в течение 6-8 часов после облучения. Применение мази продолжают ежедневно в течение всего курса радиотерапии и не прерывают в случае вынужденного пропуска какой-либо из процедур облучения.

## Побочное действие
Препарат хорошо переносится. В редких случаях возможно развитие аллергических реакций, характерных для сульфаниламидных препаратов и препаратов, содержащих серебро; появления чувства жжения, боли, стягивания и дискомфорта в области нанесения мази (обычно проходят самостоятельно через 5-10 мин после наложения повязки).

## Противопоказания
- Гиперчувствительность к сульфаниламидам, серебру и другим компонентам препарата.
- Детский возраст до 1 года.
- Препарат не должен применяться на областях с активными опухолевыми поражениями и для стимуляции рубцевания в зонах хирургических иссечений опухолей.

## Применение во время беременности и кормления грудью
Эбермин не был достаточно изучен в отношении воздействия на плод или грудных детей, поэтому его применение не рекомендовано при беременности и во время лактации. В том случае, если беременная или кормящая грудью женщина имеет поражение, поддающееся лечению препаратом «Эбермин», врач должен определить соотношение риск — польза и принять решение о его применении.

## Взаимодействие с другими лекарственными препаратами
Несовместимости или взаимодействия с другими медикаментами не отмечено.

## Передозировка
Случаев передозировки не отмечено.

## Особые указания
Применять с осторожностью при врожденном дефиците глюкозо−6-фосфатдегидрогеназы, недостаточности функции печени и почек.
При открытом (бесповязочном) методе лечения следует избегать прямого воздействия солнечных лучей на область нанесения мази.

## Оценка эффективности
Была показано, что для  большинства применений в ожоговой терапии более эффективными являются другие антимикробные препараты, поэтому в настоящее время эбермин  ограниченно используется для лечения ожогов первой и второй степени (частичное поражение кожи), однако все еще применяется для лечения ожогов третьей и четвертой степени (полное поражения кожи). 
Согласно данным обзора Кокран, нет убедительных доказательств антибактериальной эффективности эбермина, как и других наружных препаратов, содержащих серебро. В более позднем обзоре этого же агентства отмечено, что большинство исследований эффективности эбермина имели недостатки методологии и, следовательно, не могут быть использованы для оценки его эффективности в лечении ожоговых повреждений. 